# Шашечница (журнал)
Шашечница — ежемесячный журнал, посвящённый играм в шахматы и шашки, издавался в Москве в 1891 году, июль — декабрь. Переименован в «Шахматное обозрение». Прекратил существование в 1893 году.

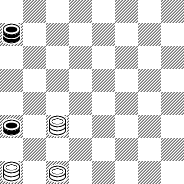

Основали журнал Павел Павлович Бобров и Давыд Иванович Саргин.
В 1893 году соредакторы прекратили сотрудничество, и журнал повёл Давыд Саргин, но вскоре журнал закрылся. Павел Бобров с 1901 года начал издавать новый журнал с тем же названием Шахматное Обозрение.
В первом номере были опубликованы условия турнира по переписке, победителем которого стал Василий Шошин. Позднее победителями заочных турниров становились Аркадий Оводов (1892 год), Фёдор Каулен (1893 год).
В том же 1891 году в Шашечнице начали исследовать дебюты. Данные в журнале названия закрепились в литературе: гибельное начало, городская партия, Игра Романычева.
В «Шашечнице» впервые в русских шашечных изданиях появилась известная позиция с проводкой простой с1 при черной а3, со ссылкой на испанский учебник, вышедший в Валенсии в 1875 году.
Помимо испанских шашек, на разработку теории повлияли английские шашки.